# 查克·舒爾迪那
查克·舒爾迪那（英語：Chuck Schuldiner，1967年5月13日—2001年12月13日），本名查爾斯·麥可·「查克」·舒爾迪那（Charles Michael "Chuck" Schuldiner），美國歌手、作曲家和吉他演奏家。他於1983年創立了死神樂團（Death），並被稱為「死亡金屬之父」，英國雜誌Kerrang!在2002年1月5日發佈了查克的訃文，其中寫道：「查克是金屬樂歷史中最重要的人物之一。」查克生前對自己被給予的評價相當謙虛，他說：「我不認為自己對死亡金屬有那麼大的貢獻，我只是Death樂團中的一份子，而Death也就是個樂團而已。」Joel McIver在2009年出版的百大金屬樂吉他手中，將查克評為第十位，而Guitar World 雜誌在2004年3月，在「百大金屬樂吉他手」專欄中將查克評為第20位。查克在1987年創辦了音樂出版社 “Mutilation Music”，該出版社歸屬於BMI旗下（一個表演藝術著作權保護組織）。

## 生平經歷

### 早年生活
查克·舒爾迪那於1967年5月13日出生在紐約州的長島，他的父親是奧地利的猶太人後裔，母親來自美國南方，但在婚後也轉為猶太人。他的父母皆擔任教職。1968年，他們全家搬至佛羅里達。查克是他們家三個孩子中最年幼的，他有一個哥哥法蘭克，一個姊姊貝賽。
查克從九歲開始彈吉他。當年他16歲的哥哥過世了，而他的父母買了一把吉他給他，希望可以藉此安撫他。他上了不到一年的古典音樂課程，因為他不喜歡他的老師教的「瑪莉有隻小綿羊」，而此後差不多是完全停擺，直到他的父母在一個舊貨出售活動中幫他買了一把電吉他。年輕的查克立刻為此著迷，在買了音箱後，他從沒停止彈奏、寫歌和自學。查克常常花整個週末在車庫和他的房間彈吉他，但平日因為要上課，他被限制一天只能彈三個小時的吉他。查克在青少年早期就有了首次公開演出。
查克的啟蒙者包含金屬製品樂團 (Metallica)、鐵娘子樂團 (Iron Maiden)、Kiss合唱團和現代音樂等等。他特別熱衷於英式金屬新浪潮 (NWOBHM)，而當中許多是他最喜歡的樂團。他常常說法國樂團Sortilège是他個人最喜歡的金屬樂團。超級殺手樂團 (Slayer)、Celtic Frost、Possessed、Mercyful Fate (King Diamond) 和金屬製品樂團對他創作的作品中有許多影響。在他後期的音樂生涯中，查克常說前衛金屬樂團如Watchtower、Coroner和Queensrÿche對他的創作有很大的影響。查克的官方網站"Empty Words"中提到，查克的母親說查克除了鄉村音樂和饒舌，其他種類的音樂他都喜歡。除了金屬樂和英國另類搖滾（如Lush樂團），他也喜歡爵士樂和古典樂。
查克的學業表現很好，不過他對教育失去興趣，最後輟學了。查克後來很後悔他的這個決定，他說如果他沒有成為音樂家，他可能會當獸醫或廚師。

### 音樂事業
1983年查克16歲那年，他組了Mantas樂團（後來改名為死神樂團 (Death)）。創始團員包含查克（吉他手）、Rick Rozz（吉他手）和Kam Lee（鼓手兼主唱）。1986年一月時，查克搬到了多倫多，暫時加入了加拿大樂團Slaughter，但他很快又重組了Death樂團。
Death樂團的成員有過許多的替換。查克與Chris Reifert在1987年發行了第一張Death的專輯——腥風血雨 (Scream Bloody Gore) 。他在1988年與前Mantas吉他手Rick Rozz、貝斯手Terry Butler和鼓手Bill Andrews發行了痲瘋病 (Leprosy)。1990年發行了心靈診治 (Spiritual Healing)，此時吉他手Rick Razz已被替換為James Murphy。
在發行心靈診治後，查克因為與其他樂手關係不和，停止了與樂團成員的合作，轉為與錄音室樂手和現場樂手合作的樂團運作模式。此舉讓查克在金屬圈中被稱為「完美主義者」。查克也解雇了他的樂團經理Eric Greif，但在錄製下一張重要專輯前，又重新雇用了他。
在Death突破性的專輯——人性 (Human) 中，這個樂團演變出一個更技術前衛的風格，而查克在這張專輯中，讓他的吉他技巧大放異彩。查克在1993年發行的自我意識 (Individual Thought Patterns) 、1995年的象徵 (Symbolic) 和1998年最後一張專輯——毅力之音 (The Sound of Perseverance) 都採用這種技術前衛的風格，並也帶來樂團的成功。在查克的音樂生涯中，他不忌諱將有爭議的主題帶入歌詞："Living Monstrosity"的歌詞倡導反毒，而"Altering the Future"的歌詞中則提到了墮胎。
查克此後停擺了Death樂團的運作，開始經營Control Denied樂團，但先發行了Death的最後一張專輯，才在1999年發行了"The Fragile Art of Existence"這張專輯。Control Denied的樂手與Death樂團最後一張專輯的樂手重疊，但邀請了一位旋律金屬的主唱。查克在「超級樂團」
Voodoocult 1994年的專輯 Jesus Killing Machine 中參與吉他錄製，並在Naphobia樂團1995年的專輯 “Of Hell” 中的曲目 “As Anchient Evolve” 中客串吉他獨奏，因為該樂團的貝斯手是他的好友。查克在2001年也被戴夫·格羅爾邀請為 Probot 專輯製作的眾多客串歌手之一。戴夫、碾核天皇樂團 (Napalm Death)、奧齊·奧斯本 (Ozzy Osbourne) 和炭疽熱樂團 (Anthrax) 都努力為查克的醫療費籌資，而戴夫還試著將查克算進他當時正著手的專輯製作中。在1999年的一個訪談中，查克提到他沒有在"The Fragile Art of Existence"這張專輯中獻聲的原因：「那是我一直想在Death中嘗試，但卻無法做的。我一直夢想能錄製這樣的作品，而看起來就像夢想成真了。但Tim Aymar是位優秀的主唱，我沒辦法勝任他的位置。我想人們會被這張專輯的暴力和力量震懾。有些人可能會期待這像鐵娘子樂團的作品，但我並不想要這樣，雖然我很喜歡這個樂團。我想要製作一張不能被預料的專輯，我猜就像我在Death中做的那樣。我不喜歡做出一張能被預料的專輯。」 

### 唱腔風格
在早期的Death樂團中，查克在演唱時使用死腔 (death growls)。隨著他的事業發展，他的唱腔音域開始往上調整。在Death樂團的最後一張專輯The Sound of Perseverance中，他採用了高頻的唱腔 (screeching)，更似傳統尖叫 (screaming) 的技巧。他的唱腔技巧大大影響了許多死亡金屬樂團。

## 病史與逝世

### 癌症
1999年5月，查克的上頸部劇烈疼痛，一開始他以為是神經痛。他諮詢了一位脊骨神經醫師，和一位按摩治療/針灸師，他們都建議他做核磁共振，後來才發現是腫瘤壓迫到了他的神經。1999年5月13日，查克32歲生日時被診斷出高度的神經膠質瘤（一種會侵襲腦幹的惡性腦腫瘤），並立刻接受了放射線治療。
1999年十月，查克的家人對外宣布腫瘤已經壞死，他正在慢慢復原。2000年1月，查克進行了腫瘤移除手術，並且非常成功。但此時查克的家人面臨了經濟危機，手術總共花費了約七萬美元，而查克的家人沒有辦法支付。許多人開始募款，並舉辦拍賣會和慈善音樂會，希望能籌到足夠的資金。當整個金屬界得知查克有生命危險時，資金就開始源源不絕地進來了。
查克繼續他的音樂事業，並持續運作Control Denied。2001年5月，在初次診斷出癌症兩年後，查克的癌症復發了。他一開始無法支付他立即需要接受的手術費用。他發了一個新聞稿向大家求助，包含他的團員。查克的母親珍妮請求所有看到新聞稿的人，趕快去辦醫療保險，並說明她對美國醫療環境的失望。查克在第一次術後就辦了保險，但保險承辦員拒絕理賠，因為他是在病發後才辦理保險。許多音樂人，包含搖滾小子、Korn和嗆辣紅椒，在2001年的夏天一同舉辦私人物品拍賣，以籌措資金協助查克繳付醫療花費，MTV電視台也出了一份力。混種魔獸 (Trivium) 樂團的主唱兼吉他手Matt Heafy也說，在他們還只是地方樂團時，他們也為當時正在醫院的查克舉辦募款表演。查克接受了敏克瘤注射化療法。這與大多數的癌症治療一樣，副作用很強並大大削弱查克的精力。當年10月底到11月初，查克的病情惡化並感染肺炎。
查克於2001年12月13日下午四點左右辭世，他的遺體後來被火化。在MTV電視台的報導中提到，錄音樂手如Mike Patton、Max Cavalera、King Diamond、Ville Valo、Trey Azagthoth、Glen Benton和前任與時任的Death團員，都前往參加了他的告別式。

### 遺物
前任Death樂團經理Eric Greif在查克的家人協助下，整理了他的遺物並成立了“President of Perseverance Holdings有限公司”。查克的媽媽珍妮與姊姊貝賽，和查克的歌迷互動頻繁，並都說他們很愛查克的音樂。Eric Greif持續處理查克後續的錄音事宜和知識產權。查克的姊姊貝賽有一個兒子Christopher Steele，也熱衷於吉他，並且擁有查克所有的吉他。B.C. Rich（一樂器製造商）在2008年，推出向查克致敬的吉他款“Stealth”，並由Christopher監督查克簽名的部分。

### 書籍
2001年1月，一位受過古典樂訓練的音樂家Mahyar Dean，寫了一本關於Death和查克的書——Death。這本書收錄了雙語的歌詞，和許多關於Death樂團的文章。這本書由Emptywords官方網站管理員轉到了查克手中，而查克說他被這本書深深震懾了，並因Mahyar對這本書的付出倍感光榮。這本書的作者後來組了Angband這個樂團。

## 個人信念
查克曾說自己熱愛生命、友情和動物。他曾在一場訪談中說：「如果可能的話，我希望能長生不死」。他時常譴責那些「失控脫序」的藝術家（音樂人），使得大眾對死亡金屬產生負面觀感。查克也公開批評，並否認金屬樂手就是喜歡傷害動物、人類或厭世的刻板印象。
當被問到對於人的來世的看法，查克回應他不知道，但他詳述他相信「我們身處地獄」，而惡魔就在人心中，因為人類「創造了邪惡」。雖然查克的父母都是猶太教徒，查克沒有參加過任何正式的宗教訓練。在紀錄片「666死神召喚」(666 at Calling Death) 中，他被問到他的音樂是否有撒旦教的內涵。他說：「完全沒有，我不想把任何具宗教色彩的主題帶入我們的音樂。我認為這是比較關乎個人的信念。的確，我不是撒旦教徒，我也沒有刻意將這樣的東西帶進我們的音樂裡。這個樂團剛成立時我太年輕了，但我個人從沒想要寫關於撒旦的歌詞。我們是有寫一些血腥的歌詞，但那比較像是恐怖電影那類的東西，我們完全沒有當真。那些鼓勵人們傷害自己或別人的人簡直蠢透了。我們的歌詞純粹像是電影中的恐怖幻想。後期的作品中，我轉向將「現實」，也就是我們都要面對的各種事物，作為歌詞主題。」
查克在音樂生涯中，設計了Death的團徽，以及各樣的樂團識別設計。1991年，在發行人性 (Human) 這張專輯前，查克修改了團徽，加入了更多的細節，並將“Death”的“T”從一個倒十字換成一個比較正常的“T”，其中一個原因就是為了避免任何宗教暗示。 
查克也公開表明自己反毒，他曾說：「我有過幾次迷茫的經驗，不過我不喜歡能使人上癮的毒品。我唯一的『毒』就是酒和大麻。」查克也說他支持女性擁有墮胎自主權，他曾說：「這應該合法化，如果我是女人，我一定會想自己選擇要不要生小孩。美國有很多新生兒被殺害，因為他們的父母不想要他們。如果一位女性不想要小孩，並在得知自己懷孕後立刻墮胎，這樣不是更好嗎？與其殺害一個嬰兒，不如提早墮胎。這太糟糕了，如果男人不想要孩子，就不能強迫女人生下孩子。」

## 使用器材
查克音樂生涯中主要使用的吉他是B.C. Rich的Stealth型號，這是一款極稀有的琴款，只能在2008年，B.C. Rich推出查克舒爾迪那紀念款Stealth後，從客製化店中訂購（Stealth款在1980到1990年代也由N.J.系列推出，但仍非常稀有）。查克先前使用的是B.C. Rich Mockingbird這款琴。查克大部分使用的是DiMarzio X2N拾音器。在1991到1992年間的 (In)Human世界巡迴演出時，查克與一間威斯康辛的小型手工吉他公司Axtra短暫合作過，查克和這間公司一同設計琴，不過1991年9月，當他在奧蘭多拍攝Lack of Comprehension的音樂錄影帶時，他還是堅持用他的B.C. Rich。
查克在過世之前都是使用Marshall Valvestate (8100型) 這款音箱功放頭。在個人意識 (Individual Thought Patterns) 專輯錄製和巡迴演出前，他都是使用Valvestate 4x12這款音箱，最後開始改用Marshall 1960 cabs這款音箱。在那之前，他用過許多種設備，如Randall RG100ES音箱功放頭和Randall的擴大器，在 (In)Human世界巡迴演出時，他只用一個小的GK 250ML音箱當監聽（雖然為了「表演效果」他放了4x12的空音箱）。

## 作品
死神樂團（Death）
- 1987: 血流成河 (Scream Bloody Gore)
- 1988: 痲瘋病 (Leprosy)
- 1990: 心靈診治 (Spiritual Healing)
- 1991: 人性 (Human)
- 1993: 個人意識 (Individual Thought Patterns)
- 1995: 象徵 (Symbolic)
- 1998: 毅力之音 (The Sound of Perseverance)

與Voodoocult完成的作品
- 1994: Jesus Killing Machine

Control Denied
- 1999: The Fragile Art of Existence
- 尚未發行: When Man and Machine Collide